# Khashuri
Khashuri (in georgiano ხაშური?; in russo Хашури?, Chašuri) è una città della Georgia nella regione di Shida Kartli.
Dal 1928 al 1934 si chiamò Stalinisi in onore di Stalin, capo del partito comunista dell'Unione Sovietica e nativo di Gori, capoluogo della regione di cui fa parte la città.